# Pseudoboa haasi
Espèce
Synonymes
- Oxyrrohopus haasi Boettger, 1905

Statut de conservation UICN

 LC  : Préoccupation mineure
Pseudoboa haasi  est une espèce de serpents de la famille des Dipsadidae.

## Répartition
Cette espèce se rencontre, :
- au Brésil dans les États du Paraná, dans le Nord de Santa Catarina et dans le Rio Grande do Sul ;
- en Argentine dans la province de Misiones.

## Description
L'holotype de Pseudoboa haasi mesure 690 mm dont 140 mm pour la queue.

## Étymologie
Cette espèce est nommée en l'honneur d'Albrecht Haas qui a collecté l'holotype.

## Publication originale
- Boettger, 1905 : Neue Reptilien aus dem Staat Parana. Zoologischer Anzeiger, vol. 29, no 11, p. 373-375 (texte intégral).